# Calvin Gustina
Calvin Gustina (Rotterdam, 19 november 2004) is een Nederlands-Curaçaos voetballer die doorgaans als middenvelder speelt.

## Carrière
Gustina begon te voetballen in de jeugd bij ADO Den Haag waarna hij de overstap maakte naar de eerste van ADO Den Haag. Op 19 mei 2023 tekende hij een profcontract bij ADO Den Haag tot met 30 juni 2025 met een optie voor nog 2 jaar.
Op 25 juni 2022 in de uitwedstrijd tegen Honduras -20 maakte Gustina zijn debuut voor Curaçaos voetbalelftal onder 20. De wedstrijd ging verloren met 4-1.
Op 18 september 2023 in de thuiswedstrijd tegen Roda JC maakte Gustina zijn debuut voor ADO Den Haag. Hij kwam in de 83e minuut als invaller voor Sacha Komljenović, de wedstrijd ging verloren met 0-3.

## Statistieken
| Seizoen                     | Club           | Land           | Competitie     | Competitie | Competitie | Beker | Beker | Totaal | Totaal |
| Seizoen                     | Club           | Land           | Competitie     | Wed.       | Dlp.       | Wed.  | Dlp.  | Wed.   | Dlp.   |
| --------------------------- | -------------- | -------------- | -------------- | ---------- | ---------- | ----- | ----- | ------ | ------ |
| 2023/24                     | ADO Den Haag   | Nederland      | Eerste Divisie | 4          | 0          | 0     | 0     | 4      | 0      |
| Carrièretotaal              | Carrièretotaal | Carrièretotaal | Carrièretotaal | 4          | 0          | 0     | 0     | 4      | 0      |
| Bijgewerkt t/m 30 juni 2024 |                |                |                |            |            |       |       |        |        |